# Ptolemy Slocum
 (août 2020).
Si vous disposez d'ouvrages ou d'articles de référence ou si vous connaissez des sites web de qualité traitant du thème abordé ici, merci de compléter l'article en donnant les références utiles à sa vérifiabilité et en les liant à la section « Notes et références ».
Ptolemy Slocum est un acteur américain né le 20 novembre 1975 à Nairobi au Kenya.

## Biographie
Slocum est né dans la ville capitale kényane de Nairobi. Il est nommé d'après l'astronome de la Grèce antique Claude Ptolémée.

## Filmographie

### Cinéma
- 2003 : Reality and Stuff : Harrison
- 2004 : The Overlookers : Cameron Flagg
- 2005 : Hitch, expert en séduction : Ron
- 2009 : (Untitled) : Monroe
- 2009 : Confessions d'une accro du shopping : l'assistant douanier
- 2009 : Bottleworld : Carl
- 2009 : A Dog Year : Larry
- 2012 : BuzzKill
- 2012 : Rock Jocks : Roger
- 2012 : Would You Rather
- 2013 : Detour : Preston
- 2016 : Wild Oats : Luke
- 2018 : Vice : un participant au groupe test
- 2019 : The Mandela Effect : Manning
- 2019 : Portals : Dr Markonen

### Télévision
- 1999 : Neutrino : plusieurs personnages
- 2007 : Les Soprano : Keith (1 épisode)
- 2007 : Damages : l'assistant d'Ellen (1 épisode)
- 2008 : Sur écoute : le sans-abri (3 épisodes)
- 2008 : Puppy Love : Ted (1 épisode)
- 2008 : Fringe : Mark Young (1 épisode)
- 2009 : Cupid (en) : le professeur d'Histoire (1 épisode)
- 2009 : Nurse Jackie : le bijoutier (1 épisode)
- 2011 : Workaholics : le serveur (1 épisode)
- 2011 : Burn Notice : Oswald Patterson (1 épisode)
- 2012 : How I Met Your Mother : Larry (1 épisode)
- 2012 : Pretty Little Liars : Bart Comstock (1 épisode)
- 2013 : Veep : Cody Marshall (1 épisode)
- 2013 : BBQ Dads : Paul (8 épisodes)
- 2013 : Full Circle : un homme (1 épisode)
- 2014 : Looking : Hugo (5 épisodes)
- 2014 : Bad Teacher : le papa geek (1 épisode)
- 2014 : Alpha House : Jeff (1 épisode)
- 2015 : Your Pretty Face Is Going to Hell : Geoff (3 épisodes)
- 2015-2016 : Adam Ruins Everything : Phil (2 épisodes)
- 2016 : Dice : le témoin (1 épisode)
- 2016 : Preacher : Linus (3 épisodes)
- 2016-2020 : Westworld : Sylvester (12 épisodes)
- 2017 : Inhumans : Tibor (4 épisodes)
- 2018 : Wisdom of the Crowd : Harry Glennon (1 épisode)
- 2018 : iZombie : Doc Greeley (1 épisode)
- 2019 : Emergence : Ken (2 épisodes)
- 2019 : The Man in the High Castle : Raymond Doyle (3 épisodes)
- 2020 : AJ and the Queen : Paulie (1 épisode)
- 2020 : Good Girls : Carl (1 épisode)

### Jeu vidéo
- 2005 : Grand Theft Auto: Liberty City Stories : Steve
- 2007 : Manhunt 2 : Daniel Lamb